# Daniel Andersson i Åshammar
Daniel Andersson (i riksdagen kallad Andersson i Åshammar), född 1779 i Eskilsäters församling, Värmlands län, död 19 april 1849 i Grums församling, Värmlands län, var en svensk riksdagsman i bondeståndet.
Andersson företrädde Grums härad av Värmlands län vid riksdagen 1828–1830. Han var då elektor för val av tryckfrihetskommitterade, tillfällig ledamot i bevillningsutskottet samt ledamot i förstärkta konstitutionsutskottet och i förstärkta bankoutskottet.